# Quercus engleriana
Quercus engleriana — вид рослин з родини букових (Fagaceae), поширений у південній і південно-східній Азії.

## Опис
Дерево вічнозелене (старе листя опадає у міру розгортання нового) зазвичай 6–8 метрів у висоту, але може досягати 15 метрів. Кора темно-коричнева, тонка. Молоді гілочки жовто-сіро вовнисті, стають голими; сочевиці є довгасті й коричневі. Листки товсті, дуже жорсткі, вузько-овально-довгасті, 6–16 × 2.5–5.5 см; верхівка загострена; основа округла або серцеподібна або іноді дещо клиноподібна; край зубчастий у верхівковій половині, а іноді цілий; верх темно блискуче зелений, голий, блискучий; низ спочатку жовтувато-коричнево запушений, стає голим, за винятком біля пазухи жилки; ніжка листка вовниста, стає голою, завдовжки 1–2 см. Період цвітіння: травень — червень. Жіночі суцвіття завдовжки 1–5 см, у пазусі листя. Жолуді поодинокі або до 10 разом, яйцюваті, завдовжки 10–20 мм; чашечка неглибока, сидяча, у діаметрі 8–10 мм, охоплює 1/3 горіха; дозрівання у перший рік.

## Середовище проживання
Поширення: Китай (Сечван, Хупе, Шеньсі), Тибет, Ассам; на висотах від 700 до 2700 метрів.